# Monster (2003)
Monster ist ein US-amerikanischer Kriminal-Drama-Film aus dem Jahr 2003, der auf der Geschichte der Mörderin Aileen Wuornos basiert. Die Hauptrolle spielt die südafrikanische Schauspielerin Charlize Theron, die für ihre Darstellung mit zahlreichen Filmpreisen ausgezeichnet wurde, darunter 2004 mit dem Oscar als Beste Hauptdarstellerin. Regie führte Patty Jenkins in ihrer Debütrolle.

## Handlung
Die Handlung spielt zum Ende der 1980er Jahre in Florida. Aileen Wuornos, die sich seit ihrem 13. Lebensjahr als Straßenprostituierte verdingt, hat mit ihrem Leben abgeschlossen. Um die letzten fünf Dollar nicht ungenutzt zu lassen, will sie diese vor ihrem Selbstmord noch ausgeben. In einer Homosexuellen-Bar lernt sie jedoch die junge Selby kennen. Das Mädchen wurde, um es von seiner Homosexualität zu heilen, von seinen strenggläubigen christlichen Eltern zu einer Tante nach Florida geschickt.
Es entsteht sofort eine enge Freundschaft zwischen den beiden Frauen, Aileen nimmt Abstand von ihren Selbstmordplänen, und sie treffen sich am folgenden Abend erneut. Um sich beim nächsten Treffen ein Hotelzimmer leisten zu können, arbeitet Aileen wieder als Prostituierte. Ihr letzter Freier will sie jedoch vergewaltigen und Aileen erschießt ihn. Anschließend nimmt sie sein Geld und Auto an sich. Sie verheimlicht die Tat vor Selby und überredet sie, für eine Woche mit ihr in ein Motel zu ziehen. Aileen versucht auch, einen bürgerlichen Job zu finden, scheitert jedoch an den Erwartungen der Gesellschaft und ihren eigenen naiven Vorstellungen.
Schließlich arbeitet sie, um sich und Selby versorgen zu können, wieder als Prostituierte. Dabei fühlt sich Aileen jedoch an ihren Peiniger erinnert und tötet einen weiteren Freier, welcher von ihr verlangte, „Daddy“ genannt zu werden. Raubmord wird so immer mehr zur Haupteinnahmequelle. Einen anderen Mann hingegen lässt sie aus Mitleid leben. Nach ihrem dritten Mord stellt sich das Opfer im Nachhinein als Polizist heraus, was den Fahndungsdruck erhöht. Da Selby und Aileen mit dem Wagen des zweiten Opfers einen Unfall verursacht hatten, kann die Polizei durch Zeugenaussagen Phantombilder der zwei anfertigen. Schließlich erschießt Aileen einen Mann, der sie nicht als Prostituierte erkannt hatte, sondern lediglich für eine Anhalterin hielt, der er helfen wollte. In einer Bar wird sie schließlich von verdeckten Ermittlern erkannt und nach einer gestellten Situation kurz darauf verhaftet.
Selby hilft den Behörden, Aileen bei einem Telefonat ein Schuldeingeständnis zu entlocken. Aileen erkennt jedoch, dass das Gespräch abgehört wird, lädt alle Schuld auf sich, um Selby zu schützen und verabschiedet sich bereits an dieser Stelle von ihr. Aileen wird nach ihrer Gerichtsverhandlung, bei der Selby gegen sie aussagt, zum Tode verurteilt. Im Abspann erfährt man, dass Aileen und Selby nach der Gerichtsverhandlung nie wieder miteinander sprachen und Aileen nach 12 Jahren in der Todeszelle 2002 durch die Giftspritze hingerichtet wurde.

## Hintergrund
Der Film basiert auf der Geschichte der Serienmörderin Aileen Wuornos, welche 1992 in sechs Mordfällen verurteilt wurde. Ein mutmaßlicher siebter Mord kam nicht zur Anklage. Wuornos wurde am 9. Oktober 2002 in Florida hingerichtet. Teile der Handlung und viele Charaktere sind frei erfunden.

## Kritiken
Im Zusammenhang mit dem Film wurde vor allem die Darstellung von Charlize Theron besonders gelobt. So schrieb beispielsweise die Zeitschrift Stern: „Aufwühlend und beeindruckend!“ In dem Branchenblatt Blickpunkt Film lautet die Meinung: „Mit der unter die Haut gehenden Performance von Charlize Theron als Serienkillerin überzeugt der Film in jeder Hinsicht.“ Filmkritiker Roger Ebert schrieb über Therons schauspielerische Leistung This is one of the greatest performances in the history of the cinema („dies ist eine der großartigsten Darstellungen in der Geschichte des Kinos“).
Peter Travers schrieb im Rolling Stone vom 23. Dezember 2003, die Darstellung von Charlize Theron mache das Sehen des Films zu einer Erfahrung, die man „nicht vergessen werde“. Er meinte jedoch auch, die Regisseurin Patty Jenkins sei zu sehr bemüht gewesen, eine Rechtfertigung für das Verhalten von Aileen Wuornos zu finden.

## Auszeichnungen
- Oscar 2004 – Beste Hauptdarstellerin: Charlize Theron
- BAFTA Awards 2005 – Beste Hauptdarstellerin: Charlize Theron (Nominierung)
- Central Ohio Film Critics Association Award – Beste Hauptdarstellerin: Charlize Theron
- Chicago Film Critics Association Award – Beste Hauptdarstellerin: Charlize Theron
- Critics’ Choice Movie Award – Beste Hauptdarstellerin: Charlize Theron
- Dallas-Fort Worth Film Critics Association Award – Beste Hauptdarstellerin: Charlize Theron
- Golden Globe Awards 2004 – Beste Hauptdarstellerin (Drama): Charlize Theron
- Independent Spirit Award – Beste Hauptdarstellerin: Charlize Theron
- Berlinale 2004 – Silberner Bär: Charlize Theron; Goldener Bär (Nominierung): Patty Jenkins
- Irish Film & Television Award – Beste internationale Hauptdarstellerin: Charlize Theron (Nominierung)
- Las Vegas Film Critics Society Award – Beste Hauptdarstellerin: Charlize Theron
- London Critics’ Circle Film Award – Beste Hauptdarstellerin: Charlize Theron (Nominierung)
- Los Angeles Film Critics Association Award – Beste Hauptdarstellerin: Charlize Theron (Nominierung)
- MTV Movie Awards 2004 (Nominierungen) – Beste Darstellerin, Bester Filmkuss
- National Board of Review of Motion Pictures – Beste Hauptdarstellerin: Charlize Theron
- National Society of Film Critics Award – Beste Hauptdarstellerin: Charlize Theron
- New York Film Critics Circle Awards – Beste Hauptdarstellerin: Charlize Theron (Nominierung)
- New York Film Critics Online Awards – Beste Hauptdarstellerin: Charlize Theron
- Online Film Critics Society Awards – Beste Hauptdarstellerin: Charlize Theron (Nominierung)
- San Francisco Film Critics Circle Award – Beste Hauptdarstellerin: Charlize Theron
- Satellite Award – Beste Hauptdarstellerin: Charlize Theron
- Screen Actors Guild Award – Beste Hauptdarstellerin: Charlize Theron
- Vancouver Film Critics Circle Award – Beste Hauptdarstellerin: Charlize Theron